# NGC 6415
NGC 6415 — рассеянное звездное скопление в созвездии Скорпион.
Этот объект входит в число перечисленных в оригинальной редакции «Нового общего каталога».